# Mannerheim (Adelsgeschlecht)

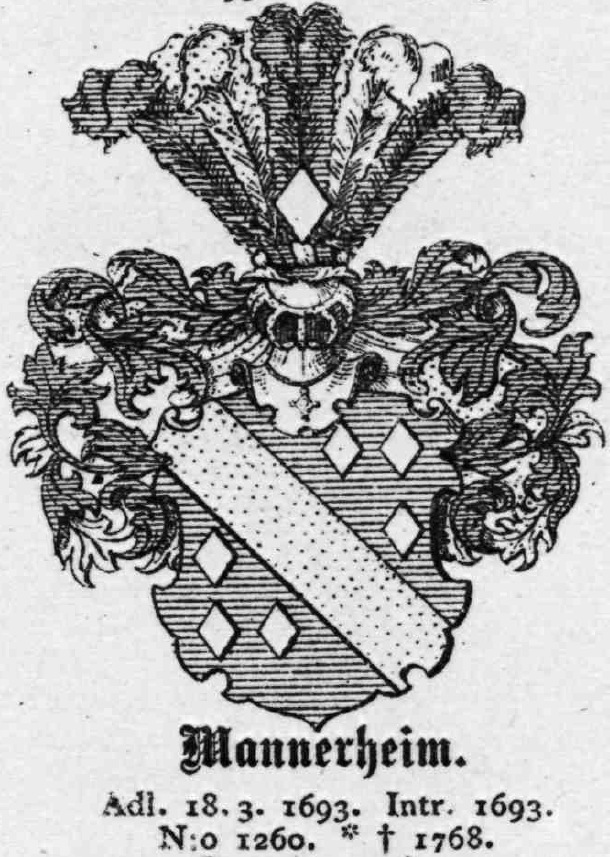
Stammwappen

Mannerheim ist der Name einer finnlandschwedischen Adelsfamilie. Ihr berühmtester Spross war Carl Gustaf Mannerheim (1867–1951), Marschall und Staatspräsident Finnlands.

## Geschichte
Der Ahnherr des Geschlechts, Hinrich Marhein (schwedisch auch Henrik; 1618–1667) siedelte spätestens 1645 ins schwedische Gävle über und wurde in Schweden Hauptbuchhalter der Palmstruch-Bank. Vermutete man bei diesem Ahnherren lange eine holländische Herkunft, so konnte ein finnisch-niederländisches Forscherteam 2007 nachweisen, dass Marhein einer Hamburger Kaufmannsfamilie entstammte, deren Haus an der Stelle des heutigen Helmut-Schmidt-Hauses in der Steinstraße stand. Wie aus den Kirchenregistern hervorgeht, wurde Hinrich Marhein am 28. Dezember 1618 in der benachbarten Sankt-Jakobi-Kirche getauft.
Sein Sohn Augustin Marhein bekleidete in Schweden mehrere öffentliche Ämter und wurde 1693 in den unbetitelten Adelsstand erhoben. Sein Nachname wurde dabei zu Mannerheim geändert. Augustins vier Söhne dienten allesamt in der schwedischen Armee; zwei von ihnen, Gustaf Henrik und Johan Augustin Mannerheim, wurden 1738 in den Freiherrenstand erhoben.
Baron Carl Erik Mannerheim (1759–1837), ein Sohn Johan Augustins, machte ebenfalls in der schwedischen Armee Karriere. Zwar schloss er sich 1788 dem Anjalabund an, einer Verschwörung finnischer und schwedischer Offiziere gegen König Gustav III, wurde jedoch im Rahmen einer Generalamnestie begnadigt. 1795 erwarb er den Landsitz Louhisaari in Askainen (schwed. Villnäs) in Südwestfinnland und war somit der erste Spross der Familie, der sich in Finnland niederließ. Nachdem Finnland 1809 an das Russische Reich gefallen war, trat er in die Dienste des Zaren und diente unter anderem als Gouverneur der Provinz Turku und Pori. 1824 wurde ihm der erbliche Grafentitel verliehen, der seither auf den jeweils ältesten Sohn übergeht.
Der erste in Finnland geborene Mannerheim war Carl Eriks ältester Sohn, Carl Gustaf Mannerheim (1797–1854), der ebenfalls in der Verwaltung des russischen Großfürstentums Finnland hohe Ämter bekleidete, darunter die Gouverneursposten von Vasa und Viborg. Er trat auch als Entomologe hervor.
Aus Carl Gustafs Ehe mit Eva Vilhelmina von Schantz gingen drei Töchter und drei Söhne hervor, darunter Carl Robert Mannerheim. Dessen drittes Kind Carl Gustaf Emil Mannerheim (Carl Gustaf junior; 1867–1951) wurde 1867 auf Schloss Louhisaari geboren, welches die Familie 1880 aus finanziellen Gründen verkaufen musste. Er trat 1887 in die Armee des russischen Zaren ein, stieg dort zum General auf und prägte nach Finnlands Unabhängigkeit 1917 bis zu seinem Tode die Geschicke des Landes. Gustaf Mannerheims älterer Bruder Carl wurde Graf, er selbst hatte nur das Anrecht auf den Freiherrntitel.

## Genealogische Übersicht

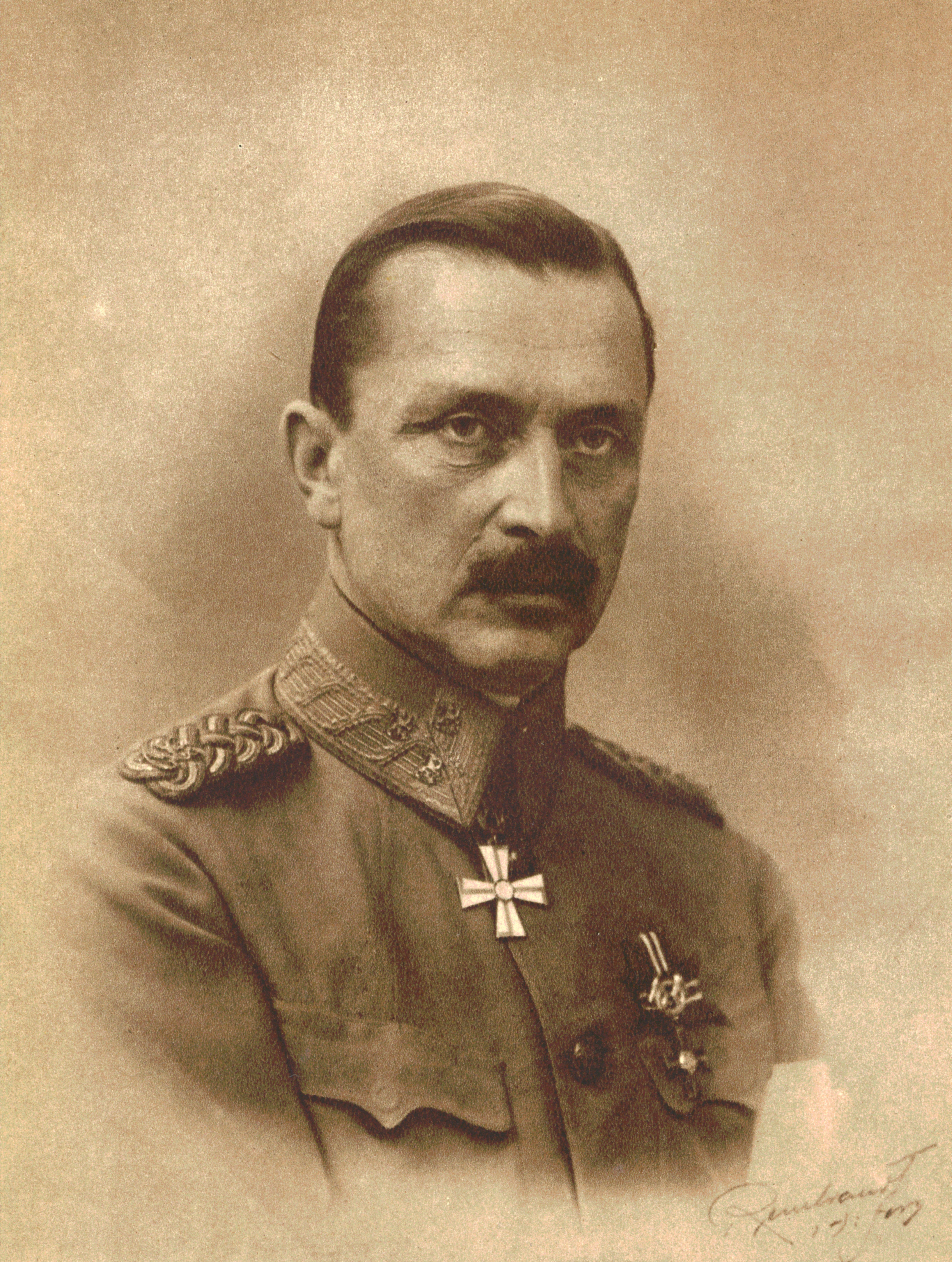
Carl Gustaf Emil Mannerheim

- Henrik Marhein (1618–1667) aus Hamburg
  - Augustin Marhein (1654–1732), 1693 geadelt unter dem Namen Mannerheim
    - Gustaf Mannerheim (1695–1777)
    - Johan Augustin Mannerheim (1706–1778)
      - Lars August Mannerheim (1749–1835)
      - Carl Erik Mannerheim (1759–1837)
        - Carl Gustaf Mannerheim (1797–1854)
          - Anna Maria Mannerheim, Ehefrau von Adolf Erik Nordenskiöld
          - Carl Robert Mannerheim (1835–1914)
            - Sophie Mannerheim (1863–1928)
            - Carl Mannerheim (1865–1915)
            - Gustaf Mannerheim (1867–1951)
            - Johan Mannerheim (1868–1934)
            - Eva Mannerheim-Sparre (1870–1957)